# Jay & Silent Bob... Fermate Hollywood!
Jay & Silent Bob... Fermate Hollywood! (Jay and Silent Bob Strike Back) è film del 2001 diretto da Kevin Smith.
È il quinto film dell'universo cinematografico View Askewniverse.

## Trama
Jay e Silent Bob, sgangherata coppia di simpatici quanto scoppiati spacciatori d'erba del New Jersey, amici per la pelle sin da bambini, scoprono che a Hollywood la casa di produzione della Miramax si accinge a realizzare una trasposizione della serie a fumetti di Bluntman and Chronic, la stessa creata da Holden McNeil e Banky Edwards (protagonisti d'una precedente pellicola di Smith: In cerca di Amy), i cui protagonisti sono a loro ispirati. Iratissimi non solo per non aver visto il becco di un quattrino in diritti d'immagine per la riduzione cinematografica, ma soprattutto per l'essere divenuti – seppur indirettamente – l'oggetto del dileggio di tutta la comunità d'internet per via del modo in cui i protagonisti della pellicola sono stati tratteggiati, decidono di partire alla volta di Los Angeles per tentare di fermare la pellicola e farla pagare ai produttori e ai due fumettisti autori della serie.
Essendo però al verde, intraprenderanno un tortuosissimo viaggio per gli Stati Uniti in autostop e, così facendo, si imbatteranno nei personaggi più strani; durante il tragitto, tuttavia, fanno anche la conoscenza di un gruppo di ragazze ambientaliste – Sissy, Missy, Crissy e Justice di cui Jay si innamorerà, ricambiato – che si rivelano in realtà ladre di gioielli e che, per distrarre la polizia dal colpo che eseguono, spingono i due a rubare un orango di nome Susanne da un laboratorio vicino al luogo della rapina, fingendo poi la propria morte. Jay, Silent Bob e Susanne sono quindi costretti alla fuga con alle calcagna lo sceriffo della forestale Willenholly.
Arrivati a Hollywood, i due entrano negli studios della Miramax, portando scompiglio anche lì. Una volta giunti sul set del film Bluntman and Chronic, scoprono che a interpretare loro due ci sono Jason Biggs e James Van Der Beek. Dopo averli messi fuori combattimento, ne indossano i costumi e, trovandosi già sul set, ingaggiano un combattimento con le spade laser con Mark Hamill, che interpreta il cattivo del film: lo scontro viene tuttavia interrotto da Justice che vuole riconsegnare i gioielli per scagionarli ma Sissy, Missy e Crissy, armate, cercano di impedirlo. Arrivato anche il funzionario della forestale, ingaggiano uno scontro a fuoco; nel frattempo Jay e Silent Bob incontrano Banky Edwards ed appianano le loro divergenze con una soluzione economica. Justice riesce quindi a fermare Sissy, Missy e Crissy in cambio della definitiva liberazione di Suzanne, della cancellazione delle accuse per Jay e Silent Bob e del suo spontaneo arresto, il cui merito va a Willenholly.
Coi soldi dei diritti del film, Jay e Silent Bob iniziano quindi a girare gli Stati Uniti per vendicarsi di coloro che precedentemente li avevano insultati su internet, prima di andare alla prima del loro film e partecipare poi a un party dove si esibisce il loro gruppo preferito, i Time. Dopo i titoli di coda, è presente una scena in cui Dio chiude il libro The Askewniverse, dopo aver mostrato l'ultima pagina con scritto The End, e congedarsi dal pubblico con una piroetta.

## Distribuzione
- Stati Uniti 6 settembre 2001
- Russia 4 ottobre 2001
- Islanda 5 ottobre 2001
- Portogallo 26 ottobre 2001
- Spagna 26 ottobre 2001
- Belgio 31 ottobre 2001
- Regno Unito 30 novembre 2001
- Argentina 13 dicembre 2001
- Estonia 25 gennaio 2002
- Germania 18 aprile 2002
- Italia 14 giugno 2002
- Turchia 28 giugno 2002
- Grecia 11 ottobre 2002
- Francia 6 novembre 2002